# 陈豫锺
陈豫锺（1762年—1806年），字浚仪，号秋堂，齋名求是齋，浙江钱塘人，清代篆刻家、书画家。

## 生平
生於清乾隆二十七年（1762年），乾隆时廪生，精於小学篆籀。又精於篆刻，早年师法文彭、何震，后学丁敬，作品工整秀致，和丁敬、趙之琛、錢松等合稱西泠八家。卒於嘉庆十一年（1806年）。
著有《求是斋印谱》、《求是斋集》。